# カルテット (2017年のテレビドラマ)
『カルテット』は、TBS系「火曜ドラマ」枠にて2017年1月17日から3月21日まで毎週火曜22時 - 22時54分に放送されたテレビドラマである。主演は松たか子で、松の連続ドラマ出演は約5年ぶりとなった。
カルテットとは主要キャラクター4名が組む弦楽四重奏のことで、30代の4人の俳優と坂元裕二のオリジナル脚本による、サスペンス、ヒューマンドラマ、コメディー、ラブストーリーなどの要素を交えた、「ほろ苦くて甘い、ビターチョコレートのような大人のラブサスペンス」を標榜している。第7回コンフィデンスアワード・ドラマ賞で作品賞をはじめとする5部門制覇など、複数のドラマ賞を受賞した。

## 企画・制作
プロデューサーの佐野亜裕美によれば、本作品放送5年前の2012年、同局のドラマ『運命の人』の打ち上げで、アシスタントプロデューサーであった佐野から、本作品で演出を担当することになる土井裕泰に対し、坂元裕二のオリジナル脚本と松たか子の組み合わせでドラマを作りたいという申し出をした。たまたま同じタイミングで松たか子と仕事をしたいと坂元と土井も話していたことから、最初の企画が立ち上がった。同年末にプロデューサーに就任した佐野は、とりあえず松たか子が過去に出演していた作品で見せていた松たか子の「ブラックなコメディエンヌ」の面を出してもらいたいという希望のみを坂元に出し、メイン4人のキャスティングについてみんなで話し合い、その後坂元が具体的な物語や展開、脚本を考え書き下ろしていくという流れからドラマを制作していった。主要4名の演技については「目の表情が豊か」という共通点があり、脚本のト書きによって示されているある人物から他の人物への何気ない視線の演技が、後から物語の流れに深く関わってくるなど、作品上には色々な仕掛けが施されている。
本作品は、白黒はっきりとしたドラマではなく、グレーな正解のないドラマの楽しみも伝えたいというコンセプトの元制作されており、プロデューサー曰く社会現象となった前クールの同枠ドラマ『逃げるは恥だが役に立つ』の後番組であることは意識せず、「想像以上にのびのび」制作されたという。

### ロケ地
- 長野県北佐久郡軽井沢町
  - 軽井沢駅前[10]
  - 軽井沢駅改札前およびペデストリアンデッキ[注 2]
  - 煙事燻製工房軽井沢 - ライブレストラン「ノクターン」外観[11]
  - 千ヶ滝別荘地西区
  - ツルヤ軽井沢店[12]
  - 塩沢湖（軽井沢タリアセン）[13]
  - ハルニレテラス[13]
  - 軽井沢ユニオン・チャーチ[13]
  - 軽井沢大賀ホール（第5話[注 3]・第7話・第8話）[14]
  - 軽井沢・プリンスショッピングプラザ[注 4]
- 同御代田町
  - マイショップ御代田店（サンライン浅間店）[13]
- 東京都渋谷区
  - シアター・イメージフォーラム（第6話）[注 5]
- 東京都文京区
  - 播磨坂桜並木[15]
  - 文京シビックセンター[注 6]

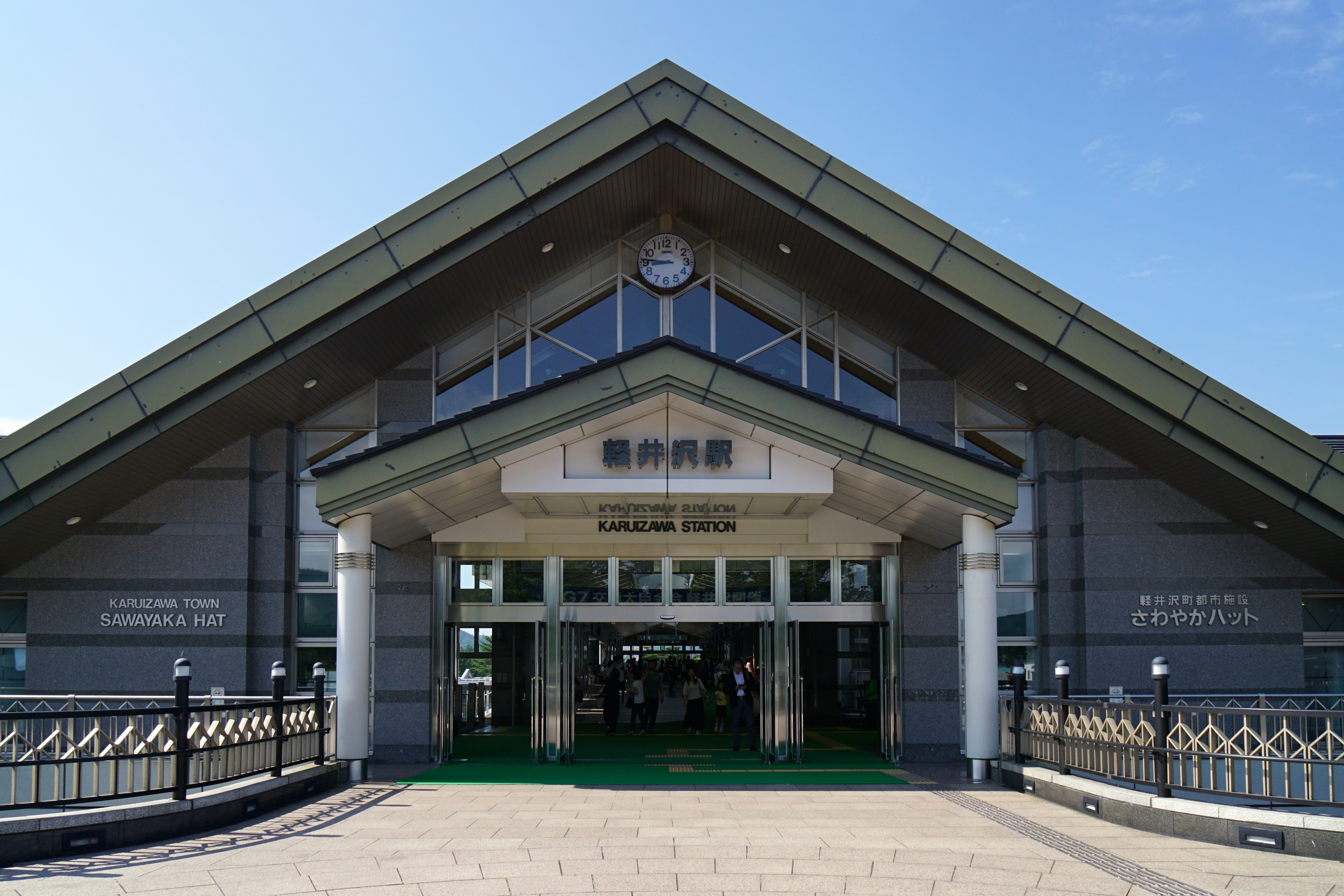
軽井沢駅
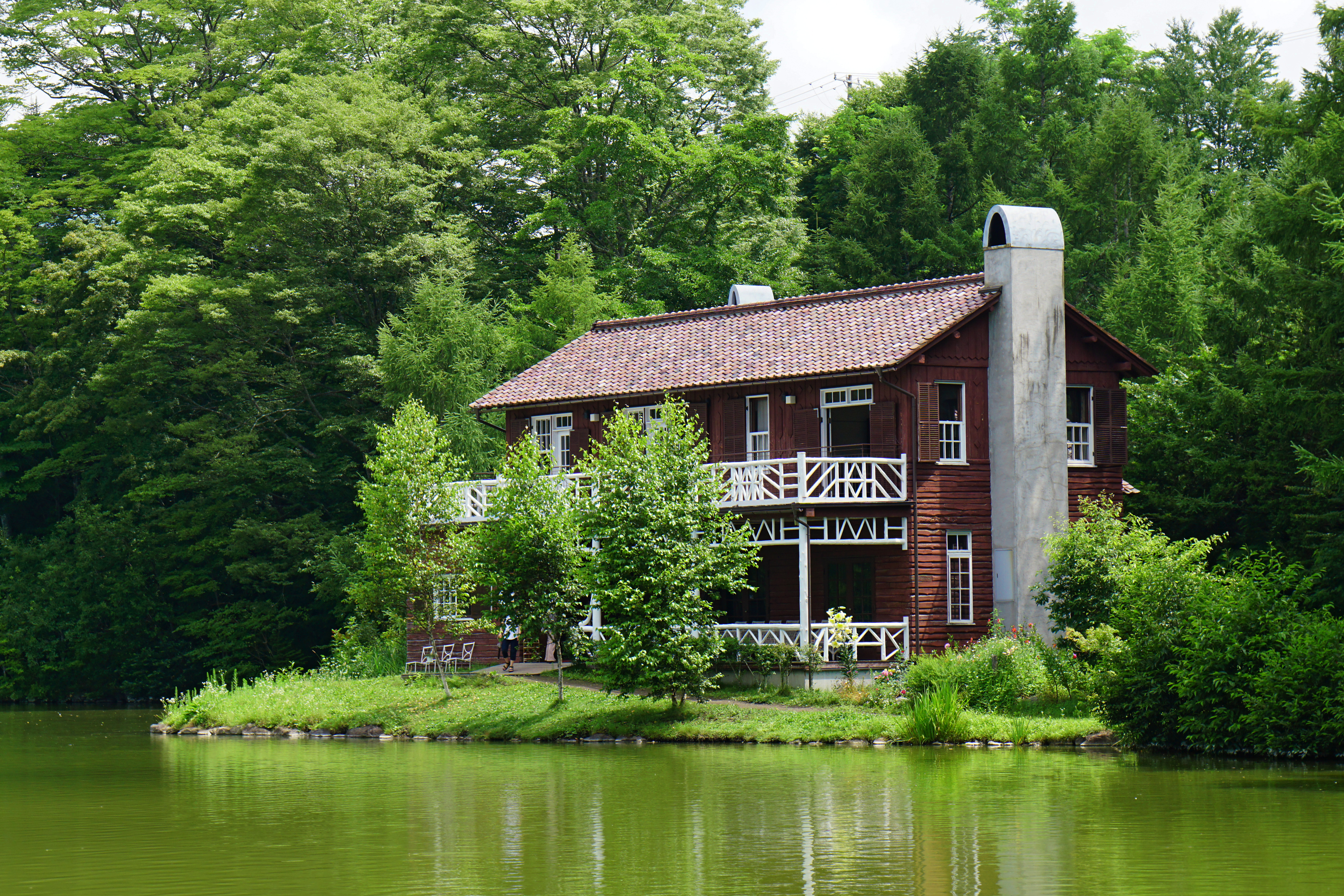
塩沢湖
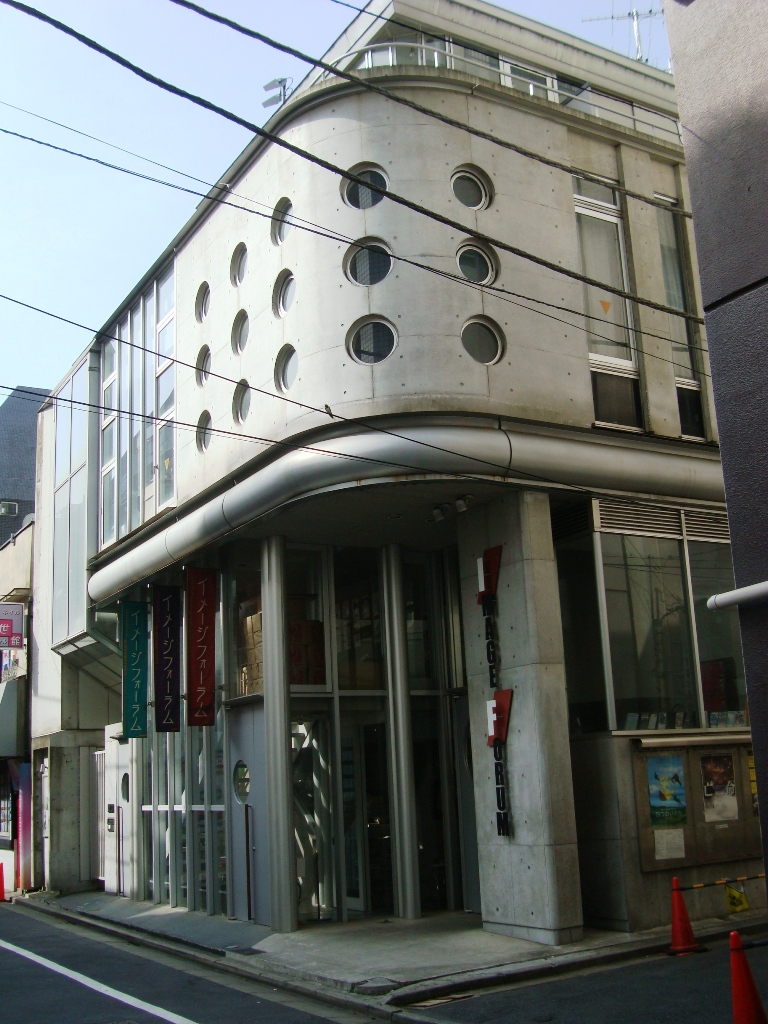
シアター・イメージフォーラム
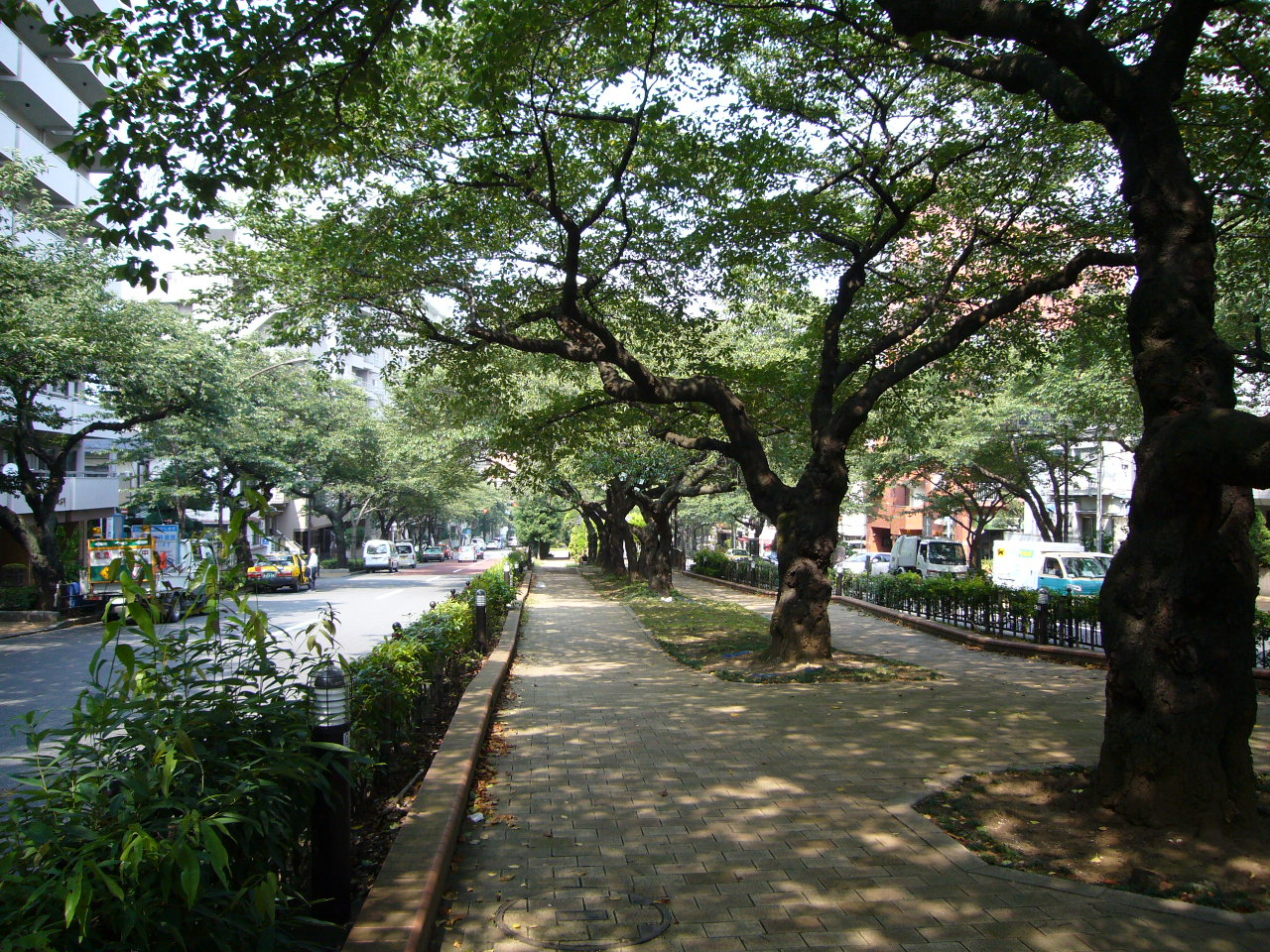
播磨坂

## あらすじ
公式告知では第1話 - 第5話までを「第1幕」、第6話以降を「第2幕」としている。

### 第1幕
それぞれ弦楽器をたしなむアマチュア演奏家の30代男女4人は、ある日練習していた東京のカラオケボックスで偶然出会い、弦楽四重奏のカルテット「ドーナツホール」（以下QDHと表記）を結成する。元プロ演奏家で現在は専業主婦の巻真紀、高名な音楽家を祖父に持ちサラリーマンをしている別府司、路上演奏をするチェリストの世吹すずめ、フリーターの家森諭高の4人は、それぞれ演奏家としての夢を諦めきれない者たちだった。
4人は司の祖父が所有する軽井沢の別荘で、週末を中心にひと冬の共同生活を送り、練習を重ね人前での演奏を目指す。あるとき真紀は、近隣で谷村大二郎・多可美夫妻が経営するライブレストラン「ノクターン」からレギュラー出演者を半ば追い出すような形で自分たちの発表の場をつかむ。真紀の行動に戸惑う司たちに、彼女は夫が失踪していることと、その傷心もあり音楽にのめりこもうとする気持ちを告白する。しかしその陰ですずめは、真紀の姑・巻鏡子に依頼され、彼女の「本性」を探る。真紀は夫を殺したと鏡子に疑われていたのである。
やがて司が実は真紀を昔から知っており恋心を抱いていたことを本人に告白するが、夫への思いを抱える彼女は拒絶する。共同生活が続くにつれ、すずめは真紀の調査をやめたいと考えるが、鏡子はすずめが父・綿来欧太郎によって超能力少女を演じる詐欺に加担させられた過去と、それを隠していることを元に脅し、継続させる。父の死が迫っていると知ったすずめは、彼との確執から病院に足が向かず、とうとう最期を看取らずに終わる。しかし成り行きで事情を知った真紀は病院近くをさまようすずめを迎えにゆき、自分を責める彼女の選択を肯定して励まし、別荘へ連れ帰る。
ある日、以前から諭高を追っていた半田温志らがついに別荘に足を踏み入れるようになり、諭高は彼らに追われる原因の元妻・大橋茶馬子と再会する。離れて暮らす息子・光大が恋しい諭高は復縁を考えるが、茶馬子から夫婦関係が完全に破綻していることを突き付けられ、息子のヴァイオリンとの共演を思い出にして彼らと別れる。後日、東京のマンションでゴミの片付けをする真紀に付き添った司は、彼女の夫の気配が残る部屋でにわかに真紀への思いを語って強く迫る。だがそこへ突然鏡子が訪れ、真紀とは親しげに会話するものの、司との関係を疑う。同じ頃すずめは諭高から、真紀への夫殺害疑惑をネタにした恐喝目的で彼女に近づいたと告白され、QDH全員の出会いが偶然でないことが判明する。
ある日すずめは、真紀から夫が以前にも母・鏡子との関係に悩み逃げるために失踪した「前科」があり、自分から逃れるために再び失踪したと考え、翌日出席した友人のパーティ会場で憤りのあまり夫を罵りながらはしゃいだことを明かされる。その姿の写真を鏡子に見せられていたすずめは、事情を知って真紀への捨てきれずにいた不信感が消失し、彼女の無実を確信する。
別の日、司を弟の別府圭が訪ねてくる。実は別荘には売却話が出ており、その関係もあって圭は経済面を司に頼るQDHの現状を指摘し、彼らが演奏家として稼ぐ道を提案する。その後、圭に紹介された音楽プロデューサーの朝木国光はQDHを絶賛し、初めてまともな評価を得られたメンバーは喜ぶ。だが、紹介された仕事は朝木が「三流」と言い、演奏よりもパフォーマンスを重視したアニメ風コスプレキャラを演じるもので、あげく真剣に練習したにもかかわらず、主役ピアニストの一方的都合で演奏の当て振りをするよう命じられる。我慢の限界に達したすずめや諭高は仕事を放棄しようとするが、真紀はこれが自分たちの置かれた現実だと説得し、一同は仕事を果たす。結局後日、司は圭に対し以後の仕事を断る。
一方、すずめは断ろうとした依頼を逆に鏡子から切られる。実はノクターンのアルバイト店員・来杉有朱が彼女らの関係を知り、新たに鏡子から真紀の調査役を頼まれていたのだ。有朱は突然別荘を訪ね、真紀の夫婦や人間関係に対する考えに噛みつき、すずめを交えた3名が異様な会話に乱される中、有朱が盗聴に使うICレコーダーが真紀に見つかる。以前よりすずめが録音した会話を聞いた真紀は鏡子の企みとすずめの協力を知る。有朱が弁解する中、すずめは黙って泣きながら別荘から逃げ出し、さまよう途上、軽井沢駅前で偶然QDHのチラシを持つ男性とぶつかる。彼は真紀の夫・巻幹生であった。

### 第2幕
幹生が真紀の夫と見抜いたすずめは、同居人たちが不在の別荘に幹生を連れてゆくが、彼が強盗を犯し逃亡中と知ったすずめは失踪の真相を語らせる。幹生は仕事で出会った真紀のミステリアスな魅力にひかれ、恋に落ち結婚するが、彼女は結婚後音楽を辞め専業主婦として幹生の世話に没頭し、狭い世界の中に閉じこもる。また互いの食や文化に対する価値観のずれから次第に幹生は真紀に幻滅し、仕事面でも悩みを深め自殺未遂を図る。ついにはある日、居酒屋で語った「愛してるけど好きじゃない」という真紀への思いを偶然本人に聞かれたと気付いた幹生は、話し合う勇気を持てないまま、妻に無断で会社を辞め失踪する。同じ頃真紀は、鏡子と相対して同様に夫婦の真相と離婚の決意を語り、鏡子は真紀への誤解を解く。その間別荘が留守と知った有朱は邸内に侵入し、金目当てで真紀のヴァイオリンを盗み出そうとする。その邸内ですずめは口を塞がれ拘束されており、有朱は幹生と鉢合わせし、真紀の愛器を取り返そうとする彼ともみ合った弾みで、ベランダから地面に転落する。
有朱を殺したと思った幹生は、ちょうど帰宅した真紀と再会、事態を知った真紀は夫とともに逃げようとするが、幹生は一人で有朱の遺体を遺棄し自殺しようと車で逃走する。ところが有朱は失神しただけで生きており、死に場所を物色する幹生を置き去りにして車を奪い去り、幹生を追ってきた真紀に車を返して盗難の問題をうやむやにする。真紀は幹生を探し出すと東京へ戻ろうとし、拘束を解いて彼女らを追ってきたすずめは止めようとするが、真紀はそれを拒んで去る。真紀と幹生は東京のマンションで夫婦水入らずの時を過ごすが、幹生は真紀にこれまでの感謝を伝えて警察に出頭することを決め、離婚届を出し警察署に向かう。
旧姓・早乙女に戻った真紀は別荘に戻り、また仲間たちとの日常が戻ってくる中、司は圭を通じて別荘売却問題を再度突き付けられた際、仲間たちを「ダメ人間」と揶揄され怒りを見せる。その様子を垣間見たすずめは、不動産屋でのアルバイトを始め経済的自立を目指し、司と真紀の幸せを願って彼らが結ばれるように計らい、諭高にも協力を仰ぐ。すずめの司に対する恋心を知る諭高は真紀たちを煽りつつも、自分自身のすずめに対する片思いを隠し続ける。司は真紀に再度告白するが、真紀は今の4人の関係に満足していると答える。その頃、鏡子は富山県警の刑事・大菅直木の訪問を受け、自分の知る真紀は「早乙女真紀」に成りすました別人であると告げられる。
大菅によれば、富山市出身の真紀こと山本彰子は母の山本みずえを事故で亡くし、その前夫だった義父に引き取られるが日常的な虐待を受ける。平成15年に本物の早乙女真紀が売りに出した戸籍を業者から買い取って富山を後にし、以後真紀として生きてきた。だが本物の真紀が窃盗で拘留された際に戸籍売買の件が明らかになり、戸籍購入直後に彰子の義父が心不全で急死したことから、警察は彰子による殺害の疑念を抱いていた。このことは鏡子や拘留中の幹生にも明らかになり、大菅の取り調べを受けた幹生は真紀（彰子）を必死に庇ううち、彼女が多額の賠償金に苦しみ一家離散に追い込まれたみずえの事故の加害者を気遣い、支払いを停止させるため別人になって失踪したと推測、過酷な人生に苦悩し「普通の人」になるために自分と結婚した心境を思いやり頭を抱える。
一方、別荘売却問題は司以外のメンバーも知るところとなるが、司はQDHが定職を持つことよりも音楽に打ち込む環境を維持したいと強く訴え、家族の説得に向かうがうまくいかない。そんな中で有朱は金目当てで大二郎を誘惑しようとして失敗し、多可美に解雇され同店を去る。入れ替わりに諭高は同店ホールスタッフに採用され仲間たちに祝福されるが、その夜別荘に大菅らが真紀を訪ね、翌日の任意同行を求める。真紀は仲間たちに嘘をついていたことを打ち明けるが、真相を語ろうとして泣き始めた彼女をすずめは制止し、過去よりも現在仲間たちを好きでいる真紀を信じると告げ、司や諭高も黙ってそれを受け入れる。皆で夜中まで遊び、翌日ノクターンの舞台を済ませた真紀は、愛器をすずめに預けて任意同行の車に乗る。帰宅したすずめたちは、それぞれに悲しみを抱えながら、真紀のいない食卓を囲む。
1年ののち、戸籍買いに伴う違法行為について執行猶予となった真紀は、義父殺害の疑惑によりメディア・リンチを受ける有名人となり、軽井沢に戻らず人目を避けながら独り暮らす。彼女を待つ3人もそれに伴って過去や出自を暴かれ、すずめや諭高は仕事に没頭し、逆に司は職を失うなどの変化に巻き込まれる。司は戻らない真紀に痺れを切らしQDH解散を提案するが、すずめはあくまで真紀を信じ、行方を捜しに行こうと持ちかける。3人は真紀の住所に当たりを付け、近くで演奏をして注目を集め、真紀と再会し別荘に連れ帰る。久しぶりの対話で、1年の間に起きた彼らの変化を知った真紀は、自分が受けている悪評を逆手に取り、かねてよりのQDHの夢であるホールコンサートを実現しようと提案する。野次馬的注目もあってチケットは完売となり、準備にいそしむ彼らの元に1通の手紙が届く。それは自分の才能を見限り奏者を諦めたという人物が、彼らの演奏を酷評すると同時に、なぜ才能も無いのに音楽を続けるのかと問いかけるものである。コンサート当日、QDHは1曲目にシューベルトの『死と乙女』を演奏する。すずめはこのタイトルが真紀に対する世間の誤解を助長すると懸念し真紀に問いかけるが、真紀は「こぼれたのかな。内緒ね」と答えるだけで、すずめはそれに対しうなずく。4人のさまざまな思いと、出会った日に音楽について語った思い出が去来する演奏後、拍手が響く中、幾割かの人々は退席するが、残りの観客はその後もQDHの演奏を楽しむ。後日、QDHの元には熱海での演奏依頼が舞い込み、買主募集の看板を出す別荘を後にした彼らは、道に迷いながらも目的地に向け駆けてゆく。

## 登場人物
〈〉内は物語初登場時の設定年齢、シナリオブック『カルテット』による。

### 主要人物（カルテットドーナツホール）
カルテットドーナツホール（Quartet Doughnuts hole）は主人公たちが組む弦楽四重奏。司はQDHの共同生活場所として、祖父の所有する旧軽井沢奥にある別荘と、移動や日常生活に使うバン「ドーナツホール号」を提供している。当初は「カルテットドーナツ」と名乗っていたが、「ノクターン」での初舞台時に、瀧田の言葉を有朱から聞いた司の思いつきで「ホール」が加わり「ドーナツの穴」の意となる。
巻 真紀（まき まき） → 早乙女 真紀（さおとめ まき）〈36〉
演 - 松たか子（10歳：遠藤璃菜〈第9話〉）
第1ヴァイオリン奏者。演奏前のルーティンは「結婚指輪を左手から右手の薬指に付け替える」。4人の中ではただ一人プロの演奏家としての経験がある。
元は東京都文京区在住。物語開始の3年前に幹生と結婚したが、彼は1年前に失踪している。幹生とは飾らずにいられる家族のような関係を求め、満足していたが、そうではない幹生との価値観のずれが夫婦関係を崩壊させる。失踪前から彼が自分について「愛してるけど好きじゃない」と話していたことなど、一見優しく理解ある態度と思えた彼との夫婦関係が偽りだったことを知ってショックを受け、劇中現在に至っても引きずっており、幹生の脱ぎ散らかした靴下などは失踪当時のまま部屋に放置している。
劇中で司からの告白を受けるが、幹生への思いと、その失踪を利用し告白した司への怒りから一蹴する。終盤では別府を仲間としては受け入れつつも、QDH4人の関係を崩したくないために別府からの再告白は「ありがとう」と受け取るだけに留まっている。
第3話では、すずめと連絡が取れなくなった純からの電話を受けて彼女を探しにゆき、成り行きですずめの父・欧太郎の臨終の瞬間に立ち会う。
幹生との結婚により苗字と名前が同じ読みという珍しい氏名であり、交際時代は結婚を嫌だと言っていたが、その後の幹生からのプロポーズを喜んで受け入れた。
旧姓は「早乙女」。第7話で幹生と夫婦としての最後の一日を過ごし、その日の夜に離婚。旧姓に戻ったため「早乙女真紀」になった。しかし第8話の終盤、鏡子の元へ富山県警の刑事が訪れた際、上記の彼女は早乙女真紀とは別人であると明かされる。
本名は山本 彰子（やまもと あきこ）。富山市出身で、10歳の時に母を事故で亡くし、母の再婚相手の義父に預けられたが日常的に暴力を振るわれていた。しかし彰子が母親死亡の賠償金2億円の受取人となっていたため、何度も家出を繰り返したがその度に連れ戻されている。虐待はあったが教育はちゃんと受けさせられ、音楽大学にも通っていた。平成15年（2003年）12月19日、現金300万円で「早乙女真紀」の戸籍を購入（公正証書原本不実記載）、その後行方不明となり、義父は直後に心不全で死亡。2013年12月に東京で幹生と知り合い、翌年結婚。幹生には父親は病死、母親は事故で亡くなったと話している。任意同行を求められたため、メンバーに戸籍購入の事実を話し、ノクターンでの演奏を最後に別れる。誕生日を8月10日と偽っていたが、最後に話した本当の誕生日は6月1日だった。
世吹 すずめ（せぶき すずめ）〈30〉
演 - 満島ひかり（8歳：太田しずく〈第3話〉）
チェロ奏者。無職。演奏前のルーティンは「裸足になる」、ソロを弾く場合はネックにキスをすることがある。寝て過ごすことが多く、眠ければところかまわずすぐに寝てしまう。
ストリートでチェロ演奏をしており、その際に鏡子に声を掛けられ、密かに真紀のことを探っている。「みぞみぞします」という独特の言葉が口癖。
出生名の姓は綿来（わたらい）。子供のころ、テレビで超能力を披露し「魔法少女」ともてはやされるが、父・欧太郎による詐欺であることがばれ、成人し就職してからもその頃の動画が周囲に見つかりいじめを受け、会社を辞めざるを得なくなるなどの苦悩を抱えてきた。この過去や欧太郎の不義理で無責任な言動を目の当たりにしてきたため疎遠になり、死に際しても迷った末立ち会わなかったが、その決断は真紀によって肯定され、以来彼女と固い友情を築いてゆく。
親類宅に預けられていた頃、物置でイタリア製チェロを見つけたのをきっかけに、一生の相棒として愛用している。ロッカー式納骨堂に遺骨を預けている。司に対し、諭高に恋をしていると言いながらも、実際には司に恋心を抱き、ある時自分から彼の唇を奪うものの、その後は互いにその問題にあまり触れないように過ごしている。また司が真紀のことを想っているのを知っているため、二人の恋愛がうまくいくように画策する。
別荘ではほぼ何もせずだらだらと過ごしていたが、司と弟の圭による別荘売却とQDHメンバーの話を偶然盗み聞きして以後、昔取得した宅地建物取引士の資格を生かし、根本不動産販売でのアルバイトを始め、将来に備えさらに資格取得を目指している。
第8話に登場した宅地建物取引士の合格証書によれば、生年月日は昭和61年（1986年）4月3日。
家森 諭高（いえもり ゆたか）〈35〉
演 - 高橋一生
ヴィオラ奏者。演奏前のルーティンは「シャツの襟元をはだける」。
軽井沢の美容院勤めで、美容師の資格は持たずアシスタントでバイトリーダーをしているが、その後クビになる。かつてVシネマ俳優だったこともあるが、定職には就いていない。
理屈っぽくこだわりの強い性格で、勝手にから揚げにレモン（の果汁）をかけることを否定する持論を展開したり、真紀と司の服がボーダー柄で被るのを「特別な関係に見える」と文句をつけたりといった調子で、熱弁をたびたびふるう。一方で下着のパンツを1枚しか持っておらず、たびたびノーパンで過ごしてそのことを他のメンバーに公言する。
離婚歴があり、元妻である茶馬子との間に光大という息子がいる。宝くじで6000万円を当てるが交換時期を過ぎて現金を手に入れられず、やけを起こしていたころにスナックで茶馬子と出会い結婚した。茶馬子の交際相手である誠人を探す半田にしつこく付きまとわれている。半田に簀巻きにされても茶馬子の居場所を吐かなかったのは、息子のことを思っていたため。
QDHとのカラオケボックスでの出会いは偶然ではなく、ケガで入院中に同じくケガをしていた真紀の夫と同室で、彼から「妻にベランダから突き落とされた」と聞いていたため、その件で真紀から金を強請ろうとしていたためである。
美容院を辞めた後はアルバイト探しをしていたが、第9話で有朱がノクターンを解雇されたために入れ替わる形で同店に採用され、司の失職後は週7日仕事に打ち込み、すずめとともにQDHでの経済を支えるほどになる。
すずめに想いを寄せているが、すずめが別府に恋していることを察し、あえて自分から告白はしていない。
別府 司（べっぷ つかさ）〈32〉
演 - 松田龍平
第2ヴァイオリン奏者。演奏前のルーティンは「眼鏡を拭く」。
ドーナツ販売チェーン「ふくろうドーナツ」広報部社員。世界的指揮者を祖父に持ち、親族もプロの音楽家として活躍する「別府ファミリー」に生まれたが、自身はプロにならなかった。めったに怒ることがなく、思いきりわがままを言って破天荒な人物とみられることに憧れている。小学校時代のあだ名は「幹事長」。真紀の戸籍買い騒動以降会社を辞め、音楽教室講師の職を探すもうまくいかず無職となる。
大学生時代に学園祭に呼ばれてホールで練習する真紀に一目惚れし、以後カラオケボックスで出逢うまでに3回遭遇（都合5回）、その度に真紀に告白する機会を伺っていたがタイミングを逃し、ストーカー状態になった。4回目に逢ったのは真紀の結婚式であった。このため、カラオケボックスでの出会いも偶然ではなかった。別荘で一緒に生活する彼女に告白するものの、一蹴される。その勢いで友人関係だが自分に思いを寄せている同僚の結衣に迫って結ばれ、プロポーズするものの結衣は予定どおり婚約者と結婚し、以降は真紀への思いを継続している。
真紀が離婚したあと再度告白するが、前述のとおり「ありがとう」と思いを受け取られただけのため片思いを継続することになる。

### ライブレストラン・ノクターン
軽井沢にある、ピアノなどの生演奏を聴きながら飲食ができるライブレストラン。真紀の任意同行1年後には、和食レストランに業態を変えてリニューアルし「割烹ダイニング のくた庵」となっている。
来杉 有朱（きすぎ ありす）〈23〉
演 - 吉岡里帆
アルバイト店員。元地下アイドルであり、ネットで炎上することがたびたびあったという。会話をする際に目が笑っていない。異性を誘惑するテクニックを熟知しすずめに指南するが、一方でその気もないのに諭高を振り回し、過去には自分のクラスを学級崩壊に追い込んだり、Apple Store勤めの交際相手を朝からパチンコに並ぶような男にしてしまうなど、人の心を弄ぶ性格で、本性を知っている妹によればあだ名は「淀君」である。第6話では、諭高の目を盗んで別荘へ侵入し、真紀のヴァイオリンを盗もうとしたところを幹生に目撃され揉み合いになり、2階から転落し意識を失う。その後意識を取り戻して真紀に謝罪し、暗黙の了解でお互いの犯罪（自分の窃盗と真紀の夫による転落）に目を瞑っている。第9話で株取引に失敗し、金欲しさに大二郎を色仕掛けに誘うが彼は無関心で拒絶されたため金の無心は失敗、解雇される。最終話ではQDHのコンサートに白人男性にエスコートされてドレスアップして現れ、谷村夫妻に豪華な指輪を見せつけ「人生チョロかった」と高笑いする。
演じる吉岡によれば、有朱のキャラクターにはルイス・キャロルのアリスと通じるモチーフ（依頼主の鏡子＝鏡、ウサギなど）が絡むほか、実家の部屋の映像に登場しない部分には彼女が子供の頃に獲った賞状が多数あるなどの細かな美術設定があり、吉岡はこれを、有朱は「親に認めて貰いたい」子供だったと解釈しているという。
谷村 大二郎（たにむら だいじろう）〈41〉
演 - 富澤たけし（サンドウィッチマン）
オーナーシェフ。両親が経営していたノクターンを引き継いだ。多可美の夫。有朱の色仕掛けには全く動じなかった愛妻家。真紀の疑惑報道後は彼女に多少の疑いを持つものの、QDHのメンバーを排除せず、諭高を店で雇用し続け、コンサートにも多可美とともに訪れる。
谷村 多可美（たにむら たかみ）〈41〉
演 - 八木亜希子
ライブに関する責任者とホール担当。大二郎の妻。

### その他
半田 温志（はんだ あつし）〈46〉
演 - Mummy-D（ライムスター）
諭高を追っている男。いつも車で現れカーステレオで「ふたりの夏物語」を流し、アポロチョコを持っている。
その正体は茶馬子の交際相手である西園寺誠人の父親の部下で役職は副部長。誠人を父親のもとに連れ戻すため、茶馬子の元夫である諭高から彼女の居場所を聞き出そうとしている。目的のため諭高を簀巻きにするなど暴行を加えることもあったが、最後には彼に謝罪して去る。最終話ではQDHコンサートに墨田とともに観客として訪れ再登場。
本業がヒップホップ・ミュージシャンであるMummy-Dは、佐野と坂元が見たCMでの演技から、ミュージシャン特有の間の取り方の巧さを見込んで採用された。
墨田 新太郎（すみだ しんたろう）〈21〉
演 - 藤原季節
半田に付き従う青年。半田と同様に誠人を探すよう命じられた社員である。
巻 幹生（まき みきお）〈42〉
演 - 宮藤官九郎
真紀の夫。物語開始当初から存在は語られていたが、QDHのメンバーらは、会話の中で「夫さん」と呼んでおり姿などは登場しなかった。第5話終盤から登場し放送後に公式サイト相関図に加えられた。
失踪前は広告代理店勤務で、CM制作現場に携わっていたが、結婚後人事部に異動となり、さらに転勤を命じられたため、妻に無断で退職する。失踪中、軽井沢でQDHのチラシを持ち歩いていたときに偶然すずめと出会い、諭高の先輩を称し「槇村」という偽名を名乗る。それまでに現金化して使っていた退職金が底を突いて、コンビニエンスストアで強盗（幹生の説明によれば無人のレジから現金を盗み、気付いた店員を撒くため什器を倒した、事後強盗罪にあたる行為）を働き、そのとき右手を怪我し、防犯用カラーボールの染料で靴と服を汚したまま逃走し、真紀の元へ行こうとしていた。真紀に対しては一目惚れで、結婚後は不妊が判明したこともあり、恋人同士のような関係が続くことを望んでいた。
巻 鏡子（まき きょうこ）〈66〉
演 - もたいまさこ
真紀の義母（幹生の母）。幹生が真紀に殺されたと考え、すずめに金銭を支払って真紀と友人になり内偵をするよう依頼する。依頼相手のすずめが手を引かないよう、その過去を引き合いに脅す一面も持つ。しかし真紀の告白を聞いて誤解を解き和解する。

### ゲスト
複数回登場の人物には演者名横に登場回を追記。

#### 第1話
ベンジャミン 瀧田（ベンジャミン たきた）〈65〉
演 - イッセー尾形
余命9か月（自称）のピアニスト。赤いキャスケットを愛用している（諭高と司いわく、『あしたのジョー』の帽子）。旧名は瀧田勉。
真紀が数年前に出会っており、その時も余命9か月のピアニストとして活動していた。真紀からその事実が谷村夫妻に明かされ、「お客様に嘘はつけない」との理由でノクターンの定期パフォーマンスを解雇される。自分が過去に出したレコードを自慢したり、家族が居たなど順風満帆な生活を送っていたとみられる。「音楽家はドーナツ（何かが抜けている）なんだよ」という言葉が、「カルテット・ドーナツ」に「ホール（穴）」を付け加える元になった。
九條 結衣（くじょう ゆい）〈34〉
演 - 菊池亜希子（第2話）
司の同僚。以前から司に恋心を抱いていたが、30代になり現実を直視して婚活の末他の男と婚約し、彼の上海赴任についてゆくため退職する。彼女の心情を知った司に婚約を破棄するように迫られるがドライに受け止め、一度限りの関係で別れる。以前からドーナツホールに結婚式で「アヴェ・マリア」を弾くように頼んでおり、最後にこの曲と二人にとって思い出の曲である「White Love」を組み合わせた司のソロ演奏でチャペルを送り出される。
中学生
演 - 西澤尚典、永澤和真（最終話）
中学生男子の二人組。スーパーで「ドラゴンクエスト序曲」を演奏するQDHを熱心に見ており、最終話で彼らのコンサートを鑑賞する。

#### 第3話
岩瀬 純（いわせ じゅん）〈15〉
演 - 前田旺志郎
欧太郎を見舞う親戚の少年。欧太郎を「おじさん」と呼ぶ。親族かどうかは劇中ではっきりと描写されていない。彼が死の床にあることをすずめに伝え、再会させようとするが、すずめから良い反応が得られず、QDHのウェブサイトに彼女の「超能力少女」時代の動画URLのみを送りつける一面も持つ。いよいよ欧太郎の死が迫った時にはすずめと連絡が取れず、彼女を探す真紀に動画を見せ、綿来親子の事情を説明する。
岩瀬 寛子（いわせ ひろこ）〈37〉
演 - 中村優子
純の母。息子とともに欧太郎の入院中見舞いに来ており、死に際しても病院関係者とのやり取りをする。
司会者
演 - 辻よしなり
すずめが超能力少女として出演していたテレビ番組の司会者。
綿来 欧太郎（わたらい おうたろう）〈60〉
演 - 高橋源一郎
すずめの父。死期が迫り、千葉県内の病院に入院している。前述したすずめに対するインチキ超能力パフォーマンスを強要して関係者に自殺者を出す騒動を起こし日本中から大バッシングを受けたり、経営していた建設会社で手抜き工事などの違法行為を行い、詐欺罪による逮捕歴がある。すずめの口からは、恩人が入院しているにもかかわらず病院へ見舞いに行くことを不衛生だという理由で嫌がり、自分の行った手抜き工事が発覚した直後にラーメン店でクレームを付け作り直しをさせるなどの言動が語られた。すずめと20年間も没交渉で、死の床で再会を望んでいたが、そのまま亡くなる。
稲川淳二の声
声 - 稲川淳二
真紀とすずめが訪れた蕎麦屋でラジオから流れる怪談の声。
女性の声
声 - 安藤サクラ
すずめが過去に勤めていた会社の元同僚で、物語の現在ではOLを辞めたあとロンドン在住のブロガー。すずめに対する職場いじめに参加したひとりだったが、そのことを後悔し、仮名にしたうえで彼女についての思い出をブログ記事にしている。
安藤は俳優としては出演せず、ブログの文章を朗読する形での出演。

#### 第4話
大橋 茶馬子（おおはし ちゃまこ）〈30〉
演 - 高橋メアリージュン
諭高の元妻。スナック勤めで、息子と同棲相手の誠人とともに横須賀市に暮らす。派手な身なりで、冬でも裸足にサンダル。関西弁を話す。
諭高の言い分では話が通じない相手で、「ピラニア」呼ばわりするほど憎んでいた妻であったが、彼女の視点では30代になっても音楽の夢を追いかけ定職に就かず、たまにいい父親らしい振る舞いをするが育児やその資金調達をおろそかにしていた諭高に不満をつのらせていた。ついには彼が妻子と出会う以前に手に入れそびれた6000万円を惜しむ発言をしたことで、妻にとって夫に「結婚しなければよかった」と思い浮かべられるほど悲しいことはないと考えさせたことが決定的引き金となり、離婚を決意した。しかし諭高がその後も夢を追い続けることまでは否定しておらず、彼が返却されたヴィオラを叩き壊そうとするのを止める。
大橋 光大（おおはし こうた）〈7〉
演 - 大江優成
諭高の息子。小学生。「離婚」はいつか終わるものと考え、諭高と一緒に暮らすことを望んでいる。諭高から贈られたヴァイオリンで父とともに「フレール・ジャック」を合奏する。
西園寺 誠人（さいおんじ まこと）〈29〉
演 - 永島敬三
茶馬子の同棲相手。社会的地位のある富豪の息子だが、いい歳をして小説家を目指しており、茶馬子と夜逃げ同然に逃亡し、父親から行方を追われていた。しかし第4話の時点ではすでに彼女に飽きており、半田に見つかるとすぐに実家へ戻っていった。

#### 第5話
朝木 国光（あさぎ くにみつ）〈66〉
演 - 浅野和之
音楽プロデューサー。QDHの演奏を褒め仕事を紹介するが、現場で彼らが別府圭の縁故であるからこその紹介だと明らかにし、紹介した仕事についても自らを含め「三流」とする。
岡中 兼（おかなか けん）〈35〉
演 - 平原テツ
仕事現場のディレクター。QDHに対し、人気ピアニスト若田弘樹のサポートとして、ピアノ五重奏とともに「地球外生命体」の「カルテット美剣王子愛死天ROO」（カルテットびけんおうじあいしてんルー）なるコスプレキャラ設定を演じるよう説明する。
藤川 美緒（ふじかわ みお）〈30〉
演 - 安藤輪子
仕事現場のスタッフ。実は自身も演奏家だが、表に出る機会を得られず裏方で働いている。
別府 圭（べっぷ けい）〈30〉
演 - 森岡龍（第8話）
司の弟。「別府ファミリー」の一員で、音楽業界にコネクションを持ち、QDHを朝木に紹介する。第8話でも再登場し、別荘売却の話を兄に持ち掛ける。QDHのメンバーに対し、無職であったりゴミを捨てない生活態度を聞いていたことから、「『クズ』や『ダメ人間』と世間に思われる」という理屈で批判し、司の怒りを買う。

#### 第6話
水嶋 玲音（みずしま れお）〈31〉
演 - 大森靖子
幹生の元彼女。ミニシアターで偶然幹生と再会する。彼とは映画の趣味が合う。明大前のマンションで「ギロチン」という名の猫を飼っており、幹生に会わせるという理由で部屋に誘うが、猫が死んだ際にも幹生はその誘いに応じなかった。
西村（にしむら）
演 - 阿部力（友情出演）
幹生の元部下。失踪のきっかけとなった居酒屋での会話相手。

#### 第8話
大菅 直木（おおすが なおき）
演 - 大倉孝二（第9話）
富山県警刑事（警部補）。「元々の早乙女真紀」の取り調べから彼女の戸籍を買った人物が山本彰子ということが判明し、彰子（真紀）の消息を追い東京の巻家にやってくる。
船村 仙一（ふなむら せんいち）
演 - 木下政治（第9話）
富山県警からやってきた大菅を巻家に案内した刑事。
根本（ねもと）
演 - ミッキー・カーチス
根本不動産販売の社長。白く長い髭を蓄えている。従業員が老人ばかりの小規模な会社の主で、アルバイト面接に来たすずめを即採用し、彼女の身の上話の聞き役にもなっている。第8話以外には登場しないが、最終話では引退を考えており会社を畳む予定であることがすずめの口から語られる。

#### 第9話
女
演 - 篠原ゆき子
元々の「早乙女真紀」。富山県在住。大菅の話では本編の14年前に戸籍をヤミ金がらみの業者に売ってからは住民票も取らず隠れるように暮らしていた。そのため自転車泥棒で高速道路を走行し捕まった際に黙秘を続けていたが、戸籍売りが犯罪に当たらないことを知って警察の取り調べに応じるようになり、彰子の戸籍買いが明らかになる。
山本 みずえ（やまもと みずえ）
演 - 坂本美雨
彰子（真紀）の母。彰子を産んだ後に離婚、そののち再婚している。演歌歌手で「上り坂下り坂ま坂」という8センチシングルCDを出していたが世の中に浸透するほどは売れていなかった。真紀が時々口ずさむ歌はこの曲のフレーズだった。彰子が10歳の時に坂道から突進してきた中学生の乗る自転車から彰子をかばって死亡し、彰子はみずえの2度目の夫だった義父に引き取られる。

#### 最終話
大橋 絵茉（おおはし えま）〈30〉
演 - 松本まりか
真紀がいない間のゲストとして呼ばれた第一ヴァイオリン奏者。腹式呼吸ではきはきと喋る。肉屋と動物の着ぐるみで演奏する仕事を受けるQDHに対して怒りを露わにする。
柊 学（ひいらぎ まなぶ）
演 - 伊達暁
真紀（彰子）の担当弁護士。彼女の執行猶予後も相談に乗っているが、その様子を写真週刊誌に交際相手であるかのように書きたてられる。
村濱記者（むらはま きしゃ）
演 - 黒田大輔
週刊誌の記者。真紀（彰子）を探るためQDHに近づき、前述の弁護士といる真紀の写真が載った写真週刊誌を彼らに見せる。

## 劇中使用曲
- 第1話
  - ガスパール・カサド「無伴奏チェロのための組曲」 - チェロ独奏
  - すぎやまこういち「序曲」「レベルアップ」（ドラゴンクエストより） - 弦楽四重奏
  - ルイギ（フランス語版）「ラヴィアンローズ」 - ピアノ独奏[注 17]
  - ベドルジハ・スメタナ「モルダウ（「わが祖国」より）」 - 弦楽四重奏
  - フランツ・シューベルト「アヴェ・マリア」 - ヴァイオリン独奏[注 18]
- 第2話
  - ペンギン・カフェ・オーケストラ[注 19] 「Music for a Found Harmonium」 - QUARTET PAPASがアレンジ - 弦楽四重奏
  - SPEED「White Love」 - 登場人物によるカラオケ歌唱およびヴァイオリン独奏
  - X JAPAN「紅」 - 登場人物によるカラオケ歌唱
  - フランツ・シューベルト「アヴェ・マリア」 - 弦楽四重奏およびヴァイオリン独奏[注 20]
- 第3話
  - ヨハン・ゼバスティアン・バッハ「無伴奏チェロ組曲第1番 前奏曲」 - チェロ独奏
  - ガスパール・カサド「無伴奏チェロのための組曲」 - チェロ独奏[注 21]
- 第4話
  - Traditional「フレール・ジャック」 - リコーダーおよび弦楽合奏
  - ヤン・ティルセン「ラ・ヴェイエ」 - ヴィオラ独奏[注 22]
- 第5話
  - ベドルジハ・スメタナ「モルダウ（「わが祖国」より）」 - 弦楽四重奏
  - ペンギン・カフェ・オーケストラ「Music for a Found Harmonium」 - 弦楽四重奏
  - ヨハン・シュトラウス2世「美しく青きドナウ」 - 弦楽四重奏[注 23]
- 第6話
  - ピエトロ・マスカーニ「カヴァレリア・ルスティカーナ 間奏曲」[注 24]
- 第7話
  - 作詞・西條八十、作曲・中山晋平「軽井沢音頭」 - 登場人物による歌唱
  - ジョニ・ミッチェル「青春の光と影」 - チェロ独奏
  - ピエトロ・マスカーニ「カヴァレリア・ルスティカーナ 間奏曲」
  - ペンギン・カフェ・オーケストラ「Music for a Found Harmonium」 - ヴァイオリン・チェロによる二重奏[注 25]
- 第8話
  - エリック・サティ「ジュ・トゥ・ヴ」
  - フランツ・リスト「慰め」
  - ヨハン・ゼバスティアン・バッハ「メヌエット」 - ピアノ独奏[注 26]
- 第9話
  - 作詞・坂元裕二、作曲・中野香梨「上り坂 下り坂 ま坂」- 登場人物による歌唱
  - フランツ・シューベルト「アヴェ・マリア」 - 弦楽四重奏
  - ベドルジハ・スメタナ「モルダウ（「わが祖国」より）」 - 弦楽四重奏[注 27]
- 最終話
  - ペンギン・カフェ・オーケストラ「Music for a Found Harmonium」 - 弦楽三重奏及び弦楽四重奏
  - フランツ・シューベルト「死と乙女」 - 弦楽四重奏
  - すぎやまこういち「序曲」「セーブ（冒険の書）」（ドラゴンクエストより） - 弦楽四重奏[注 28]

## その他
2020年5月に行われ、300人が投票に参加した「吉岡里帆の歴代出演ドラマ人気ランキング」では、『きみが心に棲みついた』や『時効警察はじめました』らを凌ぎ1位を獲得した。

## スタッフ
- 脚本 - 坂元裕二
- 音楽 - fox capture plan
- 主題歌 - Doughnuts Hole（松たか子・満島ひかり・高橋一生・松田龍平）「おとなの掟」（作詞・作曲：椎名林檎、編曲：斎藤ネコ・椎名林檎）[36]
- 弦楽四重奏 - QUARET PAPAS
- 音楽指導 - 上地さくら、上地芙実、伊東祐樹
- フードスタイリスト - 飯島奈美（7days kitchen）、板井うみ（同前）、岡本柚紀（同前）
- 公式サイトイラスト - maegamimami[37]
- 宣伝美術・エンドタイトル - 関和亮
- 編成 - 高橋正尚、中井芳彦
- 演出 - 土井裕泰、金子文紀、坪井敏雄
- プロデュース - 土井裕泰（チーフ）、佐野亜裕美
- 製作著作 - TBS

## 放送日程
| 話数                                                                        | 放送日  | サブタイトル                                         | 演出     | 視聴率 | 備考         |
| --------------------------------------------------------------------------- | ------- | ---------------------------------------------------- | -------- | ------ | ------------ |
| 第1話                                                                       | 1月17日 | 偶然の出会いに隠された4つの嘘…大人のラブサスペンス!! | 土井裕泰 | 09.8%  | 15分拡大     |
| 第2話                                                                       | 1月24日 | 片思いのはじまり…明かされる秘密、新たな嘘            | 土井裕泰 | 09.6%  |              |
| 第3話                                                                       | 1月31日 | あなたの過去バラしますよ…？秘密と恋の四角関係        | 金子文紀 | 07.8%  |              |
| 第4話                                                                       | 2月07日 | 妻はピラニア、婚姻届けは呪いを叶えるデスノート       | 金子文紀 | 07.2%  |              |
| 第5話                                                                       | 2月14日 | 第2章開幕!?女の戦い、涙、告白…夫失踪の真相!!         | 土井裕泰 | 08.5%  |              |
| 第6話                                                                       | 2月21日 | 第二章開幕!!夫の告白、妻の涙…迎える衝撃の結末        | 坪井敏雄 | 07.3%  |              |
| 第7話                                                                       | 2月28日 | 人を殺しました…夫婦決死の逃亡劇、涙の結末は!!        | 坪井敏雄 | 08.2%  |              |
| 第8話                                                                       | 3月07日 | 最後で最大の嘘つきは誰だ!?激動の最終章、開幕!!       | 土井裕泰 | 09.5%  | 70分繰り下げ |
| 第9話                                                                       | 3月14日 | なりすました女、衝撃の告白!!カルテット涙の別れ       | 坪井敏雄 | 11.0%  | 50分繰り下げ |
| 第10話                                                                      | 3月21日 | 最終回に最後のまさか…さよならドーナツホール          | 土井裕泰 | 09.8%  |              |
| 平均視聴率 8.9%（視聴率はビデオリサーチ調べ、関東地区・世帯・リアルタイム） |         |                                                      |          |        |              |

## 受賞
- ギャラクシー賞
  - 3月度月間賞（2017年）[40]
  - マイベストTV賞2位（2017年）
  - 第54回ギャラクシー賞 テレビ部門 優秀賞（2017年）
- 第7回コンフィデンスアワード・ドラマ賞（2017年）[41]
  - 作品賞
  - 主演女優賞（松たか子）
  - 助演男優賞（高橋一生）
  - 脚本賞（坂元裕二）
  - 新人賞（吉岡里帆）[6]
- 東京ドラマアウォード2017[42]
  - 優秀賞
  - 演出賞（金子文紀）
- コンフィデンスアワード・ドラマ賞年間大賞（2017年）[43][44]
  - 作品賞
  - 主演女優賞（松たか子）
  - 助演男優賞（高橋一生、『おんな城主 直虎』での演技と合わせて）
  - 脚本賞（坂元裕二）
  - 新人賞（吉岡里帆）
- 第92回ザテレビジョンドラマアカデミー賞（2017年）[45]
  - 最優秀作品賞
  - 主演女優賞（松たか子）
  - 助演女優賞（吉岡里帆）
  - ドラマソング賞（Doughnuts Hole「おとなの掟」）
  - 脚本賞（坂元裕二）
  - 監督賞（土井裕泰、金子文紀、坪井敏雄）
  - このほか、主演女優賞で満島ひかり2位、主演男優賞で高橋一生2位、助演男優賞で宮藤官九郎3位。
- 2018年エランドール賞
  - プロデューサー賞（土井裕泰、佐野亜裕美）
  - 新人賞（高橋一生・吉岡里帆、他の作品での演技と合わせて）[46]
- 第32回日本ゴールドディスク大賞ベスト5ソング・バイ・ダウンロード（Doughnuts Hole「おとなの掟」）
- 2017年度（第68回）芸術選奨文部科学大臣賞放送部門（坂元裕二）
- 第26回橋田賞
  - 橋田賞（松たか子）

## 関連商品

### ホームメディア
DVD・Blu-ray Box
それぞれ2017年7月7日発売。発売元：TBS、販売元：TCエンタテインメント。

### 音楽商品
サウンドトラック
『TBS系 火曜ドラマ「カルテット」オリジナル・サウンドトラック』
Anchor Recordsより2017年3月8日発売。

音楽配信限定
Doughnuts Hole「おとなの掟」
アリオラジャパンより2017年2月7日よりiTunes Storeほか各種サイトで配信開始。
QUARTET PAPAS『Papas's room〜TBS系 火曜ドラマ「カルテット」〜』
Anchor Recordsより2017年3月31日、iTunes Storeにて配信開始。他配信サイトでも順次配信予定。ドラマ内の弦楽四重奏演奏のうち7曲をテレビサイズで収録。

オフィシャル・スコア
『ピアノ・ソロ カルテット／オリジナル・サウンドトラック』
ドレミ楽譜出版社より2017年3月7日発売。ISBN 978-4285146660。
サウンドトラックから全20曲をfox capture plan監修により、加えてボーナススコアとして主題歌「おとなの掟」をヒイズミマサユ機（同曲のピアノ演奏担当者）のピアノ編曲で収録。

### 書籍
オフィシャルブック
『別冊カルテット ドラマ「カルテット」公式メモリアルBOOK』
公式メモリアルブック。KADOKAWA〈角川SSCムック〉、2017年3月7日発売。ISBN 978-4048959735。特典として同年3月始まりのオリジナルカレンダー付属。

シナリオブック
- 坂元裕二『カルテット』（河出書房新社）全2巻。
  - 1（2017年3月7日発売）、ISBN 978-4309025568。
  - 2（2017年4月1日発売）、ISBN 978-4309025575。